# 相模原市立藤野小学校
相模原市立藤野小学校（さがみはらしりつ ふじのしょうがっこう）は、神奈川県相模原市緑区日連に存在する公立の小学校である。

## 沿革
- 2005年（平成17年）
  - 3月31日 - 藤野町公共施設等適正配置計画に基づく小学校統合に伴い、藤野町立名倉小学校と日連小学校の2校を閉校する。
  - 4月1日 - 旧藤野町立日連小学校の校地に、藤野町立藤野小学校を開校する。
  - 4月3日 - 本校体育館において、開校記念式典を挙行。
  - 4月23日 - 藤野小学校PTA設立総会開催。
  - 6月20日 - 校章選定委員会が校章趣旨を決定。
  - 6月27日 - 開校記念碑除幕式を挙行し、この日を開校記念日と制定する。
  - 8月24日 - 新校舎監査現地調査。
  - 8月26日 - 体育館緞帳校章取付。
- 2006年（平成18年）
  - 6月6日 - プール受水槽解体及び設置工事。
  - 7月21日 - 大規模校舎改築・耐震・増築工事開始。
- 2007年（平成19年）
  - 2月4日 - 新校舎使用開始（耐震工事実施教室等4カ所、校舎増設普通教室6室等）。
  - 2月27日 - 新校舎昇降口校章取付。
  - 3月11日 - 藤野町が相模原市に合併された為、相模原市立藤野小学校と改称。
  - 10月9日 - 給食棟新築工事開始。
- 2008年（平成20年）
  - 3月23日 - 相模原市立吉野小学校と相模原市立小渕小学校が閉校。
  - 4月4日 - 相模原市立藤野小学校統合式典・祝賀会を挙行する。
  - 4月19日 - 相模原市立藤野小学校PTA設立総会を開催。
  - 5月16日 - 給食棟完成。
  - 6月2日 - 給食開始。
- 2009年（平成21年）
  - 6月14日 - 津久井建設業組合藤野在住による一輪車小屋製作。
  - 12月22日 - 宇宙科学研究開発機構（JAXA）による宇宙教室開催。
- 2010年（平成22年）
  - 1月4日 - プレハブ棟校舎廊下改修工事完了。
  - 1月24日 - 地上デジタル波対応テレビ14台設置作業完了。
  - 2月22日 - 体育館ステージ袖幕取り替え（2幕）。
  - 3月19日 - プール腰洗槽埋め立て改修工事終了。
- 2013年（平成25年）
  - 6月9日 - 津久井建業組合藤野在住による造形砂場製作及び遊具の塗装。
  - 11月12日 - 熊よけの鈴贈呈式。
- 2014年（平成26年） 5月24日 - 運動会開催されたこの日、開校10周年記念事業を実施（校歌レリーフの除幕式、記念リーフレットの発行）。
- 2016年（平成28年）11月22日 - 校門修繕完了。
- 2017年（平成29年）
  - 2月14日 - 咢堂桜植樹式。
  - 2月24日 - 校内放送設備全面改修。
- 2019年（令和元年）7月 - エアコン設置。
- 2020年（令和2年） - 1人に1台ずつのタブレット型PCの導入

## 通学区域
- 相模原市緑区[1]
  - 小渕839のイ・839のロ・840の1・841の3・下小渕下842・843の1〜3・844の1・844の2・845の1・845の2・下小渕下846・847の1・847の2・848の3〜ロ・849の1〜4・850の1〜3・852の1・852の2・853の1・853の2・854の1・ 854の2・下小渕下(855〜858の4)・859の1・859の2・860の1・860の2・下小渕下(862の1・862の2)・863の1・下小渕下863の2・864の1〜1383・関野1384・1385(枝番の無いもの)・1386(枝番の無いもの)・関野1387・1388・関野1389・1390(枝番の無いもの)・1391〜1489の3・1490の1〜4・1491の1〜18・1492の1〜8・石原1493・1494の2・1494の3・1495の2〜4・1496(枝番の無いもの)・1497の1〜4・1498の1〜3・1499の1〜3・1500の1〜3・石原1501・1502の1〜2235の2・沢井藤野2239・2240の1〜2253の4・2254の1〜7・沢井藤野2255・ 2257の1〜6・2258の1・2259の1・2260の1・2261の1・2261の2・2262の1・2263の1〜2264の6・2265の1〜7・沢井藤野2267の1・2267の2・沢井藤野2267の3・2268の1〜7・沢井藤野2269の1・2269の2・沢井藤野2269の3・2269の4〜10・2270の1〜3・2271の1〜13・ 2273のイ・2273のロ・2274の1〜5・2275の1〜3・与瀬開戸2309・2309の2・2310の1〜10・与瀬開戸2311の1・2311の3〜イ・2312の1・2312の2・2313の1・2314の1〜ロ 2739〜2752の12
  - 名倉
  - 日連
  - 吉野1〜1773・1880の1〜2082・2126〜2738の5

## 進学中学校
- 相模原市緑区[2]
  - 相模原市立藤野中学校

## アクセス
- 神奈川中央交通「野05」・「野11」・「野12」の各系統で、「名倉入口」バス停下車。
  - JR中央本線藤野駅から、上述の神奈中バスで、「名倉入口」バス停下車。